# 双簇花蟹蛛
双簇花蟹蛛（学名：Xysticus bifasciatus）为蟹蛛科花蟹蛛属的动物。其种加词“bifasciatus”意为“双簇的”。分布于欧洲以及中国大陆的内蒙古、黑龙江等地。该物种的模式产地在欧洲。